# Pinus torreyana
Espèce
Statut de conservation UICN

 CR B2ab(ii,iii,v) : 
En danger critique
Pinus torreyana (ou Pin de Torrey) est une espèce de plantes de la famille des Pinaceae. C'est un pin endémique du comté de San Diego en Californie.

## Étymologie
Son nom commémore John Torrey (1796-1873).